# Reißverschluss

Funktionsweise eines Reißverschlusses

Der Reißverschluss (auch Zippverschluss oder kurz Zipp/Zip genannt; engl. zipper) ist ein einfach zu öffnendes Verschlussmittel für Kleidung, div. Textilien, Schuhe und Taschen, das auf Formschluss beruht. Er besteht aus zwei Seitenteilen mit Krampen (kleinen Zähnen) und einem Schieber (in der Schweiz: Schlitten), mit dem die Krampen ineinander verhakt und wieder gelöst werden können. Reißverschlüsse können heute nicht nur aus Metall, sondern insbesondere auch aus Kunststoff preiswert hergestellt werden. Ebenso gibt es wasserdichte und luftdichte Reißverschlüsse.

## Aufbau und Varianten

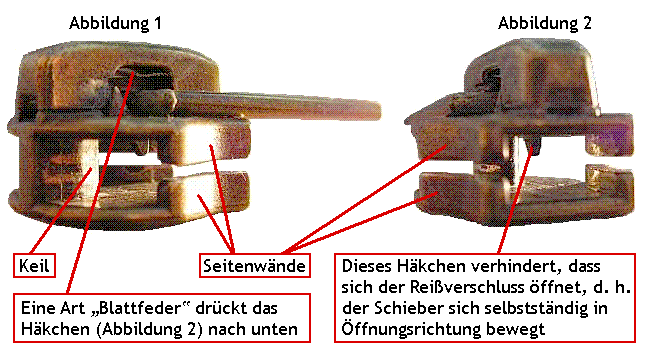
Aufbau des Schiebers – Wenn der Schieber den Reißverschluss nicht mehr verschließt, hat sich meist der auf Abbildung 1 zu sehende Spalt zwischen Ober- und Unterteil aufgeweitet. Zur Reparatur können Ober- und Unterteil vorsichtig ein wenig zusammengeführt werden, etwa mit einer Kombizange. Bei Reißverschlüssen mit Metallzähnen kommt es vor, dass sich die Innenflächen der Seitenwände abnützen. Zur Abhilfe können die Seitenwände des Schiebers mit der Wasserpumpenzange eine Spur nach innen gedrückt werden. In beiden Fällen wird die Zange am hinteren Ende des Schiebers angesetzt, wie es auf Abbildung 2 zu sehen ist.

Ursprünglich waren Reißverschlüsse mit feinen Metallzähnen aus Messing, Neusilber oder Aluminium bestückt, die beim Schließen durch einen Schieber ineinandergehakt werden. In modernen Reißverschlüssen werden häufiger Kunststoffzähne (meist aus Polyoxymethylen) verwendet, die im Spritzgussverfahren  an die Stoffstreifen angespritzt werden. Ebenso sind Reißverschlüsse mit Kunststoffhelix üblich.
Reißverschlüsse zum Verschließen von Kissen und Taschen sind in der Regel an beiden Enden geschlossen. Reißverschlüsse an Schuhen und Hosen sind gewöhnlich einseitig zu öffnen und Reißverschlüsse an Jacken können beidseitig geöffnet werden. Letztere werden als teilbare Reißverschlüsse bezeichnet.
Eine besondere Form des teilbaren Reißverschlusses ist der Zwei-Wege-Reißverschluss, der sich an beiden Enden öffnen oder schließen lässt. Viele teilbare Reißverschlüsse neigen zum Verhakeln und müssen sorgfältig bedient werden.
|  | Die einzelnen Teile eines Reißverschlusses sind: - 1 – Oberes Bandende - 2 – Anfangsteil - 3 – Schieber, Schlitten - 4 – Schiebergriff - 5 – Band - 6 – Ketten- oder Spiralbreite - 7 – Endteil - 8 – Unteres Bandende - 9 – Einzel-Bandbreite - 10 – Steckteil - 11 – Kastenteil - 12 – Teilbarkeitsverstärkung |

Varianten von Reißverschlüssen
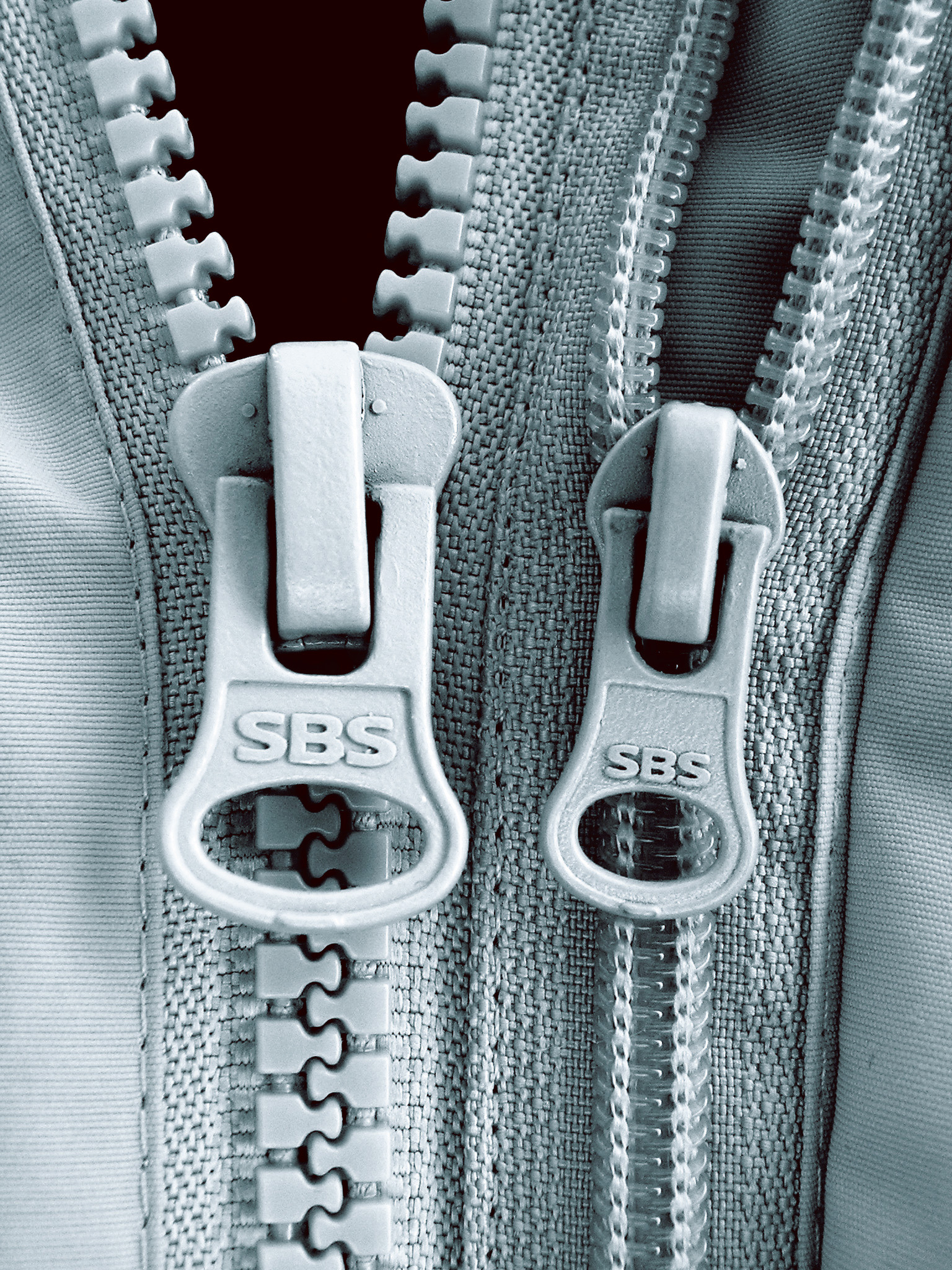
Profil- und Spiralreißverschluss aus Kunststoff
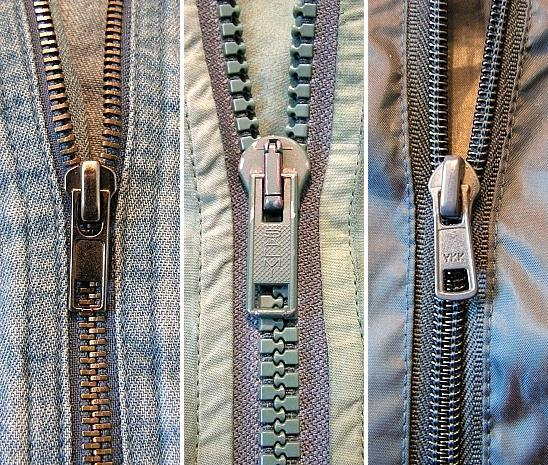
Metall-, Kunststoffprofil-, Spiralreißverschluss
Zahnloser Reißverschluss an einem Gleitverschlussbeutel

### Spiralreißverschluss

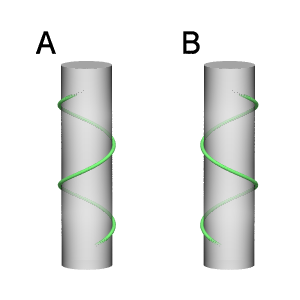
Demo: Gegenläufige Helix (Wendelung)

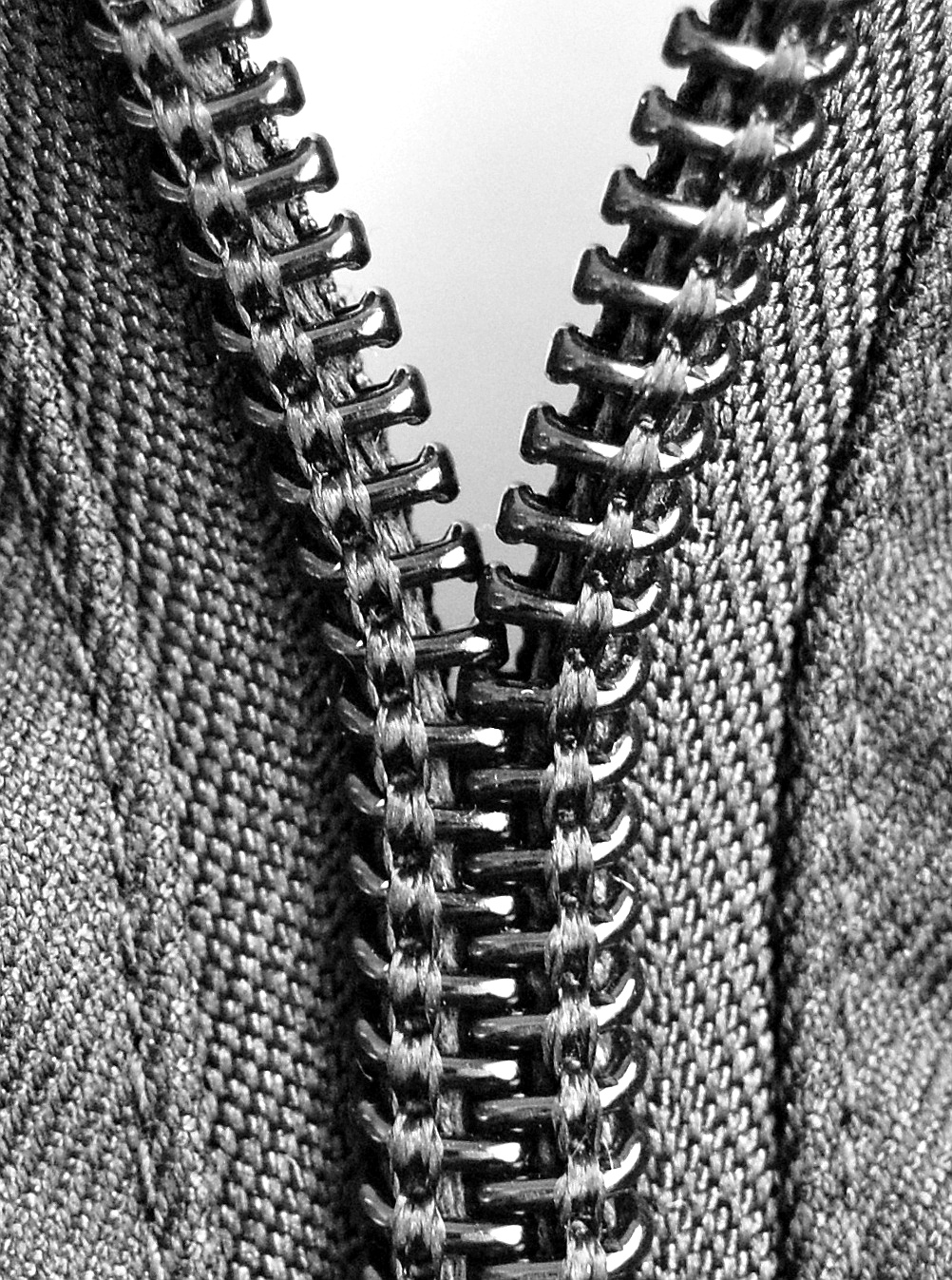
Durch die am innenseitigen engen Knick der Helix entstandene Verdickung lassen sich die beiden Seiten des Reißverschlusses ineinander verhaken.

Die Wendel (Helix) eines Spiralreißverschlusses ist auf einer Seite rechts und auf der anderen links gewendelt, um sich zusammenfügen zu lassen. Der Biegungsradius der Helix wird im Überlappungsbereich so stark verkleinert, dass eine Knickstelle entsteht, an der sich die Breite des Kunststoffdrahts um etwa 50 % erhöht. Durch die Verbreiterung der Schlaufenspitzen lassen sich die gegenüberliegenden Schlaufen ineinander verhaken. Indem jeweils zwei Schleifen der einen Helix die T-artig verbreiterte Schleifenspitze der gegenüberliegenden Helix zwischen sich festhalten, entsteht eine Kette ineinandergreifender T-Doppelhaken, die auch bei einer Biegung des Reißverschlusses in beliebige Richtungen nicht auseinander rutscht.
Die hakenförmige Verbreiterung der Knickstelle wird bei der Fertigung durch eine Quer-Prägung des Drahts an dieser Stelle verstärkt.

## Geschichte
Bevor der Reißverschluss seinen Siegeszug antreten konnte, wurden Kleidungsstücke mit Schnüren, Bändern, Nestelbändern, Fibeln, Knebeln und Knöpfen sowie Haken und Ösen zusammengehalten.
Der Reißverschluss wurde ab 1851 von mehreren Erfindern entwickelt. Der von Elias Howe 1851 patentierte Automatische, ununterbrochene Kleiderverschluss fand noch keine praktische Verwendung. Die erste praktikable Idee dazu hatte der US-Amerikaner Whitcomb Judson aus Chicago im Jahr 1890; er meldete sie 1892 und 1893 zum Patent an („clasp locker“, „Klemmöffner für Schuhe“). Er diente hier zum Öffnen und Schließen der Stiefel. Im selben Jahr wurde der Reißverschluss von seinem Erfinder auf der Weltausstellung in Chicago präsentiert. Hier konnte er aber weder das Interesse von möglichen Anwendern noch beim allgemeinen Fachpublikum wecken. Daraufhin gründete er gemeinsam mit Colonel Lewis Walker (1855–1938) eine Firma, die das Patent weiterentwickeln und mögliche Fertigungsmaschinen dafür konstruieren sollte. 1905 war zwar eine Produktionsmaschine fertig gebaut, aber das Ergebnis vom praktischen Gebrauch noch weit entfernt. Von dem Ergebnis enttäuscht gab Judson auf und überließ Walker die Firma Automatic Hook and Eye Company.
Erst 1912 stellte der Schwede Gideon Sundbäck dank einiger Verbesserungen die Kunden zufrieden, nachdem er seine Ideen erstmals im Jahr 1909 in Deutschland hatte patentieren lassen. 1923 erwarb Martin Othmar Winterhalter aus St. Gallen (Schweiz) das Patent für Europa, entwickelte den ursprünglich aus Kügelchen und Klemmbacken bestehenden Verschluss weiter und ersetzte diese durch die noch heute üblichen Rippen und Rillen. Er gab dem Produkt den Namen RiRi (= Rinne-Rippe). In seinem Unternehmen Riri in Wuppertal (später und bis heute in Mendrisio) wurde dann der erste serienmäßig gefertigte Reißverschluss der Welt produziert.
Erstmals in großem Umfang wurden Reißverschlüsse in der US Navy verwendet, die sie ab 1917 für Geldgürtel und ab 1918 für Fliegeranzüge einsetzte. Die allgemeine Umsetzung in Alltagskleidung begann um 1930. Seitdem haben Reißverschlüsse im Textilbereich an vielen Stellen die Knöpfe ersetzt.
Seit Mitte der 1950er Jahre setzten sich zunehmend Kunststoffreißverschlüsse durch.
In Deutschland allein werden jährlich um die 70 Millionen laufende Meter an Reißverschlüssen produziert. Der weltgrößte Produzent von Reißverschlüssen ist das japanische Unternehmen Yoshida Kōgyō (YKK).

## Pflege
Reißverschlüsse, die häufig feucht werden oder in Schuhen und Stiefeln mit Tausalz in Kontakt kommen, sollten regelmäßig von Sand und Verunreinigungen gereinigt und anschließend mit Silikonspray behandelt werden. Dadurch bleibt der Reißverschluss leichtgängig. Auch kann sich die Lebensdauer deutlich verlängern, denn Schmutzpartikel im Reißverschluss erhöhen dessen Abnutzung.
Eine Imprägnierung des Reißverschlusses (meist auf Silikonbasis) kann das Band teilweise abdichten. Bei Anwendungen mit besonderen Ansprüchen an die Wasserdichtigkeit empfiehlt sich der Einsatz von wasserdichten Reißverschlüssen.
Reißverschlüsse von selten genutzten Gegenständen wie Zelten oder Schlafsäcken sollten nicht in feuchtem Zustand oder im feuchten Keller eingelagert werden, da insbesondere die metallischen Bestandteile der Reißverschlüsse zur Korrosion neigen. Ein gewisser Schutz kann durch Weißöl, Silikonöl oder Vaseline erreicht werden.
Schwergängige Reißverschlüsse mit Metallkrampen können durch das Einreiben mit Seife, Wachs oder Graphit gängiger gemacht werden. Bei Reißverschlüssen mit Kunststoffzähnen oder Kunststoffspirale hilft Silikonspray, um diese leichtgängiger zu machen. Reißverschlüsse sollten beim Waschen geschlossen sein, da der Kunststoff sonst anraut und metallische Teile die übrige Wäsche abnutzen.

## Schwachpunkte und Reparatur
Ein Schwachpunkt von Reißverschlüssen ist der vordere Verbindungssteg der Ober- und Unterseite des Schiebers (Zipper, Schlitten). Durch zu weiches Material oder durch starken Zug am Griff des Schiebers eines schwergängigen Reißverschlusses kann sich der Schieber aufweiten oder brechen.
Wenn ein aufgeweiteter Schieber aus Metall den Reißverschluss nicht mehr zu schließen vermag, kann man das hintere Ende des Schiebers zum Ausgleich vorsichtig zusammendrücken. Hierbei ist schrittweise und vorsichtig vorzugehen, da das Material des Schiebers leicht bricht. Durch den langen Hebelarm eignet sich etwa eine Wasserpumpenzange gut für diese Arbeit.
Ein gebrochener Schieber kann durch einen gleich großen Schieber aus einem abgelegten Kleidungsstück ersetzt werden. Bei offenen Reißverschlüssen genügt es meist, vorübergehend eine als Abschluss des Reißverschlusses aufgesetzte Metallklammer zu entfernen, um den Ersatz-Schlitten rückwärts einschieben zu können. Bei geschlossenen Reißverschlüssen muss der Ersatz-Schieber hingegen an beliebiger Stelle seitlich (schräg und rückwärts) eingeschoben werden, was sich oft schwierig gestaltet und insbesondere bei Reißverschlüssen aus Metall zum Verlust von Zähnen führen kann.
Zweiteilige Ersatzschieber mit verschraubtem Ober- und Unterteil lassen sich einfacher einsetzen. Sie sind zu einem verhältnismäßig hohen Preis erhältlich.
Es werden jedoch auch Reparaturschieber angeboten, die ebenfalls den kostspieligen Austausch des Reißverschlusses vermeiden lassen.
Der Griff des Schiebers ist für Kinder, ältere Personen, Menschen mit eingeschränkter Motorik oder bei Benutzung mit Handschuhen oft schwierig zu handhaben. Abhilfe können Bänder oder Schlaufen schaffen, die in das Loch des Griffs eingezogen werden.

### Größen
Insbesondere bei der Reparatur ist die Definition der Größe des Reißverschlusses erforderlich. Eine Norm existiert nicht. Die Kennzeichnung durch die Hersteller erfolgt unterschiedlich.
Die wesentlichen Maße neben den für die Anwendung notwendigen sind die Angaben für die Funktion Zahnbreite und Zahnhöhe.

## Reißverschlussverfahren
Nach dem Funktionsprinzip wurde das Reißverschlussverfahren benannt, mit dem zwei Fahrzeugkolonnen auf eine Fahrspur zusammengeführt werden.

## Funktion in Mode und Popkultur
Der Reißverschluss wurde ab den 1920er Jahren allgemein als modern wahrgenommen und als Verschlusstechnik Bestandteil von Alltagskleidung unterschiedlichster Art, von Hosen, Kleidern, Shirts oder hohen Schuhen, ebenso wie von Gebrauchsartikeln wie Taschen, Zelten oder auch von Verpackungen. An der Nahtstelle zwischen Körper und Außenwelt assoziiert der Reißverschluss als schneller Aufreißer ein bisweilen erotisch-aufgeladenes Zierelement, zum Beispiel in der Lack- und Lederszene. Gelegentlich wird seine Sichtbarkeit durch eine Blendleiste verdeckt. Andere Modemacher konnotieren den Zipper als vulgär und verzichten bewusst auf ihn; als Mode-Accessoire setzen sie stattdessen auf Knöpfe, Haken und Ösen, auch um sich vom Massengeschmack abzuheben.
Andy Warhol entwarf das Plattencover für die 1971 erschienene LP Sticky Fingers der Rolling Stones. Abgebildet ist der sich öffnende Reißverschluss einer hauteng geschnittenen Jeans.

## Versprachlichung
Im Englischen existiert die lautmalerisch eingängige Bezeichnung zipper für Reißverschluss, die sich inzwischen auch im Deutschen einbürgert. Hier existierten zuvor technische Termini wie Gleit- oder Trennverschluss. Anders als die viel älteren Konkurrenten Knopf und Schnürung fand der Reißverschluss keinen Eingang in Metaphern wie das bei zugeknöpft der Fall ist oder bei eingeschnürt. Im Englischen ist es anders; hier existiert der Begriff zipper control als Umschreibung für eheliche Treue. Immerhin im Straßenverkehr fand der Reißverschluss eine neuartige sprachliche Verwendung: mit dem Reißverschlussverfahren.